# Conférence DiPerna
La conférence DiPerna (DiPerna Lectureship in Applied Mathematics) est une distinction mathématique créée en 1991 par l'Université de Californie à Berkeley en l'honneur du mathématicien Ronald DiPerna (1947–1989).

## Lauréats
- 1991 : Peter Lax
- 1992 : Andrew Majda
- 1993 : James Glimm
- 1994 : Constantine Dafermos
- 1995 : Luc Tartar
- 1996 : Pierre-Louis Lions
- 1997 : Cathleen Synge Morawetz
- 1998 : Liu Tai-Ping (de)
- 1999 : Heinz-Otto Kreiss
- 2000 : Eitan Tadmor
- 2001 : Ciprian Foias, Kinetic Formulations of Conservation Laws
- 2002 : Andrew M. Stuart (Université de Warwick), Extracting Macroscopic Dynamics
- 2003 : John M. Ball, The Regularity of Minimizers in Elasticity
- 2004 : Benoit Perthame
- 2005 : Charles Fefferman, Whitney's extension problem and its variants
- 2006 : Alberto Bressan, Solutions to hyperbolic conservation laws and their approximations
- 2007 : Zheng Yuxi (de) (Université d'état de Pennsylvanie), Multidimensional systems of conservation laws
- 2008 : Gui-Qiang Chen (de) (Université Northwestern), Nonlinear Conservation Laws of Mixed Type in Mechanics and Geometry
- 2009 : Andrew Majda, Applied and Theoretical Challenges for Multi-Scale Hyperbolic PDEs in the Tropics
- 2010 : Lai-Sang Young, Mathematics of shear-induced Chaos
- 2011 : Vladimir Rokhlin Jr., A Randomized Approximate Nearest Neighbors Algorithm
- 2012 : Emmanuel Candès, Exact Phase Retrieval via Convex Programming
- 2013 : Allen Newell, Phyllotaxis as a pattern forming front
- 2014 : Panagiotis E. Souganidis (en), Stochastic homogenization[2]
- 2015 : Vladimír Šverák, PDE aspects of 2d incompressible flows
- 2016 : Gilles Lebeau (Université de Nice), Strichartz Inequalities[3]
- 2017 : Herbert Koch (de) (Université de Bonn), Regularity and asymptotics of solutions to the porous medium equation[4]
- 2018 : Wilhelm Schlag (Université de Chicago), On the long-term dynamics of nonlinear dispersive evolution equations[5]
- 2019 : Gunther Uhlmann (Université de Washington), Seeing Through Space-Time
- 2020 : Carlos Kenig (Université de Chicago), Asymptotic simplification for solutions of the nonlinear wave equation
- 2021 : Felix Otto (Max Planck Institute), A Variational Regularity Theory for Optimal Transportation[6]